# Sarao Motors
Sarao Motors — автомобилестроительная компания со штаб-квартирой в Лас-Пиньяс, Филиппины. Её основал Леонардо С. Сарао, в честь которого компания была и названа. Она распространяет, производит, проектирует и разрабатывает джипни. Основана в 1953 году как небольшой автосалон. По некоторым данным, каждая седьмая машина на Филиппинах — Sarao.
Компания Sarao производит джипни и на заказ. Например, папа Иоанн Павел II, когда в 1981 году посещал страну, ездил на сделанном вручную автомобиле Sarao.